# Shred metal
Shred metal er en undergenre af heavy metal, som blev populær tidligt i 1980'erne. Genren blev almindeligt kendt efter udgivelsen af Yngwie Malmsteen-albummet Rising Force i 1984. 
Shredding bruges oftest i genrer som heavy metal, power metal, neo-klassisk metal, progressiv metal, thrash metal, hård rock og kan også forekomme i dødsmetal.

## Vigtige guitarister
- Al Di Meola[1]
- Alexi Laiho (Children of Bodom)[1]
- Dimebag Darrell (Pantera)[1]
- Jason Becker (Cacophony)[1]
- Marty Friedman (Megadeth)[1]
- Michael Angelo Batio (Nitro)[2]
- Paul Gilbert (Racer X)[2]
- Steve Vai[1]
- Timo Tolkki (Stratovarius)[1]
- Uli Jon Roth (Scorpions)[1]
- Vinnie Moore[1]
- Vinnie Vincent (Kiss, Vinnie Vincent Invasion)[kilde mangler]
- Yngwie Malmsteen (Alcatrazz, Steeler)[2]

## Fodnoter
1. 1 2 3 4 5 6 7 8 9  "Fastest Guitar Shredders". Arkiveret fra originalen 19. april 2012. Hentet 22. januar 2008.
2. 1 2 3  Artikel i guitarmagasinet Guitar One: Top 10 Fastest Shredders of All Time